# Скаленге
Скалѐнге (на италианскии на пиемонтски: Scalenghe) е малък град и община в Метрополен град Торино, регион Пиемонт, Северна Италия. Разположен е на 262 m надморска височина. Към 1 януари 2020 г. населението на общината е 3267 души, от които 200 са чужди граждани.